# Днепр-350 (комбайн)
Днепр-350  (укр. «Дніпро-350») — украинский зерноуборочный комбайн, выпускавшийся на «Южмаше» из комплектующих фирмы Claas (Германия). КЗС-11 «Днепр-350» представляет собой лицензионную копию комбайна Claas Mega 350.
Комбайн располагал комфортабельной кабиной, оснащенной кондиционером и отоплением. Размеры кабины позволяли устанавливать дополнительные сиденья для помощника комбайнера. Комбайн оснащен дизельным двигателем "Daimler-Chrysler" OM906LA мощностью 220 л.с. фирмы "Мерседес" Германия.
Технические характеристики КЗС-11 «Днепр-350»:
- Тип молотилки — барабанная, классическая
- Ширина молотилки — 1320 мм
- Ширина захвата жатки — 6 м
- Объем бункера — 7,2 м3
- Масса — 10490 кг